# 신원도서관
신원도서관은 경기도 고양시 덕양구 소재의 시립 도서관이다.

## 연혁
- 2014년 5월 13일 개관.

## 시설현황
- 3층: 열람실, 시청각실, 교양교실, 사무실
- 2층: 종합자료실, 디지털자료실, 야외쉼터
- 1층: 어린이자료실, 연속간행물실, 고양역사자료전시실, 수서정리실
- 지하 1층: 갤러리쉼터,보존서고, 주차장
- 지하 2층: 기계실, 전기실

## 이용 안내
이용 시간
- 열람실: 하절기(3월~10월) 07:00 ~ 23:00 / 동절기(11월~2월) 08:00 ~ 23:00
- 종합자료실: 월~금 09:00 ~ 22:00 / 토~일 09:00 ~ 18:00
- 어린이자료실: 매일 09:00 ~ 18:00
- 연속간행물실(정기간행물실): 매일 09:00 ~ 18:00
- 디지털자료실(정보검색실): 월~금 09:00 ~ 22:00 / 토~일 09:00 ~ 18:00

휴관일
- 매월 두번째, 네번째 월요일